# Kanton Cognac-1
Der Kanton Cognac-1 ist ein französischer Wahlkreis im Arrondissement Cognac, im Département Charente und in der Region Nouvelle-Aquitaine. Er umfasst einen Teilbereich der Stadt Cognac und sieben weitere Gemeinden nördlich von Cognac. Bei der landesweiten Neuordnung der französischen Kantone wurde er 2015 neu geschaffen.

## Gemeinden
Der Kanton besteht aus sieben Gemeinden und Gemeindeteilen mit insgesamt 16.302 Einwohnern (Stand: 1. Januar 2022) auf einer Gesamtfläche von 118,68 km²:
| Gemeinde              | Einwohner 1. Januar 2022 | Fläche km² | Dichte Einw./km² | Code INSEE | Postleitzahl |
| --------------------- | ------------------------ | ---------- | ---------------- | ---------- | ------------ |
| Boutiers-Saint-Trojan | 1.393                    | 7,13       | 195              | 16058      | 16100        |
| Bréville              | 440                      | 15,39      | 29               | 16060      | 16370        |
| Cognac                | 8.673                    | 8,55       | 1.014            | 16102      | 16100        |
| Louzac-Saint-André    | 964                      | 10,04      | 96               | 16193      | 16100        |
| Mesnac                | 408                      | 6,51       | 63               | 16218      | 16370        |
| Saint-Brice           | 969                      | 9,30       | 104              | 16304      | 16100        |
| Val-de-Cognac         | 3.455                    | 61,76      | 56               | 16097      | 16370        |
| Kanton Cognac-1       | 16.302                   | 118,68     | 137              | 1611       | –            |

1. ↑   Nur der nordöstliche Teil der Gemeinde, der Rest gehört zum Kanton Cognac-2.

Bis auf die Gemeinde Louzac-Saint-André gleicht sein Zuschnitt demjenigen des ehemaligen Kantons Cognac-Nord.

## Veränderungen im Gemeindebestand seit der landesweiten Neuordnung der Kantone
2024: Fusion Cherves-Richemont und Saint-Sulpice-de-Cognac → Val-de-Cognac

## Politik
| Vertreter im Departementrat | Vertreter im Departementrat            | Vertreter im Departementrat |
| Amtszeit                    | Namen                                  | Partei                      |
| --------------------------- | -------------------------------------- | --------------------------- |
| 2015–2021                   | Jean-Hubert Lelièvre Florence Péchevis | LR                          |
| 2021–                       | Jean-Hubert Lelièvre Florence Péchevis | LR                          |